# Salix hylonoma
Salix hylonoma — вид квіткових рослин із родини вербових (Salicaceae).

## Морфологічна характеристика
Це дерево до 6 метрів заввишки. Гілки червоні, голі, в молодості ворсисті. Листкова пластинка еліптична, видовжено-ланцетна, яйцювато-ланцетна чи яйцювата, 25–70(85) × 15–23 мм, абаксіально (низ) зеленувата, гола чи волосиста, в молодості золотисто-запушена, адаксіально зелена, в молодості зазвичай червоно-коричнева, край нечітко зубчастий, рідко цілий, верхівка загострена. Чоловіча сережка 30–40(60) × ≈ 6 мм, золотиста, блискуча, майже сидяча. Чоловіча квітка: тичинок 2; пиляки червонувато-фіолетові, широко-еліпсоїдні. Жіночі сережки 50–70 × ≈ 7 мм, до 8(12) см у плоді. Коробочка ≈ 4 мм, волосиста, рідше майже гола.

## Середовище проживання
Аньхой, Ганьсу, Гуйчжоу, Хебей, Шеньсі, Шаньсі, Сичуань, Юньнань. Населяє ліси на схилах гір; на висотах нижче 3000 метрів.